# James W. Grimes

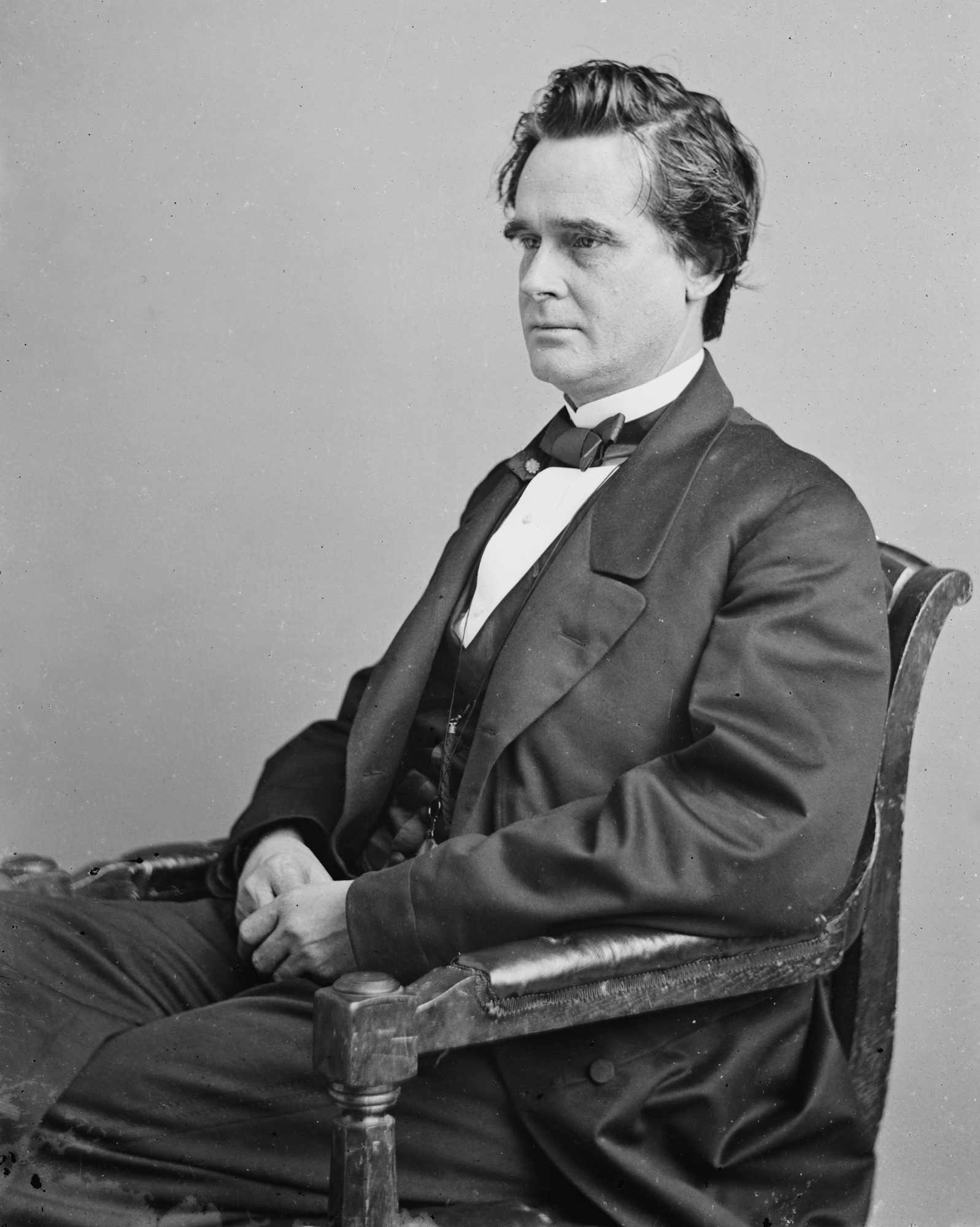
James W. Grimes

James Wilson Grimes (* 20. Oktober 1816 in Deering, Hillsborough County, New Hampshire; † 7. Februar 1872 in Burlington, Iowa) war ein US-amerikanischer Politiker und von 1854 bis 1858 der 3. Gouverneur des Bundesstaates Iowa. Zwischen 1859 und 1869 vertrat er seinen Staat im US-Senat.

## Frühe Jahre und politischer Aufstieg
Grimes besuchte die Hampton Academy und das Dartmouth College. Nach einem anschließenden Jurastudium wurde er im Jahr 1836 als Rechtsanwalt zugelassen. Danach begann er in Burlington in Iowa eine erfolgreiche juristische Laufbahn.
James Grimes war Mitglied der Whigs. Im Jahr 1836 war er Mitglied einer Indianerkommission. Zwischen 1838 und 1839 sowie von 1843 bis 1844 war Grimes Abgeordneter im Repräsentantenhaus des Iowa-Territoriums. Nach dem Beitritt des Gebietes als Bundesstaat zu den Vereinigten Staaten war er von 1852 bis 1854 erneut im Repräsentantenhaus dieses Staates. Im Jahr 1854 wurde er als Kandidat seiner Partei zum neuen Gouverneur gewählt. Er war der einzige Gouverneur von Iowa, der den Whigs angehörte. Nach dem Ende der Whig Party wechselte Grimes später zu den Republikanern.

## Gouverneur von Iowa
James Grimes trat sein neues Amt am 9. Dezember 1854 an. In seiner vierjährigen Amtszeit wurde in Mount Pleasant eine Nervenheilanstalt errichtet und die Hauptstadt nach Des Moines verlegt. Im Jahr 1857 wurde eine neue Landesverfassung verabschiedet. Auch Gesetze zur Regelung des allgemeinen Geschäfts- und Bankenwesens sowie im Bildungsbereich wurden in Kraft gesetzt. Damals wurde die Gründung der historischen Gesellschaft von Iowa vorbereitet. Gleichzeitig sicherte man sich Bundeszuschüsse für den Aufbau eines Eisenbahnnetzes.

## Grimes im US-Senat
Nach dem Ende seiner Amtszeit am 13. Januar 1858 wurde Grimes als Kandidat der Republikanischen Partei in den US-Senat gewählt. Dort vertrat er seinen Staat zwischen dem 4. März 1859 und dem 6. Dezember 1869. Er war Vorsitzender des Ausschusses zur Verwaltung des Districts of Columbia und des Ausschusses für maritime Angelegenheiten (Committee on Naval Affairs). Anfang 1861 gehörte er zu einer Gruppe von Politikern, die auf einer Konferenz in Washington in letzter Minute den Ausbruch des Amerikanischen Bürgerkriegs verhindern wollten. Das Unternehmen schlug fehl und der Kriegsausbruch ließ nicht lange auf sich warten. Während des Impeachmentverfahrens gegen Präsident Andrew Johnson war Grimes einer von nur sieben republikanischen Senatoren, die sich der Parteidoktrin widersetzten und für einen Freispruch Johnsons eintraten. Das führte schließlich zum knappen Scheitern des Verfahrens gegen den Präsidenten und zu politischen Repressalien gegen die sieben Senatoren von Seiten der Republikanischen Partei. Grimes trat am 6. Dezember 1869 aus gesundheitlichen Gründen von seinem Mandat im Senat zurück.

## Weiterer Lebenslauf
Nach dem Ende seiner Zeit im Kongress zog sich Grimes aus der Politik zurück. Er starb im Februar 1872 und wurde in Burlington beigesetzt. James Grimes war mit Elizabeth Sarah Neally verheiratet.